# Монталвін-Манор (Каліфорнія)
Монталвін-Манор (англ. Montalvin Manor) — переписна місцевість (CDP) в США, в окрузі Контра-Коста штату Каліфорнія. Населення — 3099 осіб (2020).

## Географія
Монталвін-Манор розташований за координатами 37°59′52″ пн. ш. 122°19′47″ зх. д. / 37.99778° пн. ш. 122.32972° зх. д. (37.997664, -122.329652).  За даними Бюро перепису населення США в 2010 році переписна місцевість мала площу 0,88 км², уся площа — суходіл. В 2017 році площа становила 0,83 км², уся площа — суходіл.

## Демографія
Згідно з переписом 2010 року, у переписній місцевості мешкало 2876 осіб у 818 домогосподарствах у складі 593 родин. Густота населення становила 3253 особи/км².  Було 895 помешкань (1012/км²).
Расовий склад населення:
| - 45,0 % — білих - 10,6 % — азіатів - 7,7 % — чорних або афроамериканців - 1,3 % — корінних американців - 0,9 % — вихідців з тихоокеанських островів - 29,7 % — осіб інших рас |

До двох чи більше рас належало 4,7 %. Частка іспаномовних становила 62,6 % від усіх жителів.
За віковим діапазоном населення розподілялося таким чином: 25,7 % — особи молодші 18 років, 61,6 % — особи у віці 18—64 років, 12,7 % — особи у віці 65 років та старші. Медіана віку мешканця становила 35,2 року. На 100 осіб жіночої статі у переписній місцевості припадало 93,1 чоловіків;  на 100 жінок у віці від 18 років та старших — 92,3 чоловіків також старших 18 років.
Середній дохід на одне домашнє господарство  становив 78 608 доларів США (медіана — 66 467), а середній дохід на одну сім'ю — 86 653 долари (медіана — 76 433). Медіана доходів становила 43 574 долари для чоловіків та 43 391 долар для жінок. За межею бідності перебувало 8,1 % осіб, у тому числі 7,3 % дітей у віці до 18 років та 14,3 % осіб у віці 65 років та старших.
Цивільне працевлаштоване населення становило 1423 особи. Основні галузі зайнятості: науковці, спеціалісти, менеджери — 20,4 %, освіта, охорона здоров'я та соціальна допомога — 18,1 %, виробництво — 14,6 %, будівництво — 12,1 %.